# Frampas
Frampas ist eine französische Gemeinde mit 155 Einwohnern (Stand: 1. Januar 2022) im Département Haute-Marne in der Region Grand Est (bis 2015 Champagne-Ardenne). Sie gehört zum Arrondissement Saint-Dizier und ist Mitglied im Gemeindeverband Communauté d’agglomération du Grand Saint-Dizier, Der et Vallées. Die Bewohner werden Frampasiens und Frampasiennes genannt.

## Geografie
Frampas liegt in der dünn besiedelten südlichen Champagne an der Héronne, zwei Kilometer südwestlich des Lac du Der-Chantecoq und etwa 18 Kilometer südwestlich von Saint-Dizier. Umgeben wird Frampas von den Nachbargemeinden Éclaron-Braucourt-Sainte-Livière im Norden, Louvemont im Osten und Nordosten, Voillecomte im Süden und Osten, La Porte du Der im Süden sowie Planrupt im Westen und Südwesten.

## Bevölkerungsentwicklung
| Jahr                       | 1962 | 1968 | 1975 | 1982 | 1990 | 1999 | 2006 | 2011 | 2018 |
| -------------------------- | ---- | ---- | ---- | ---- | ---- | ---- | ---- | ---- | ---- |
| Einwohner                  | 127  | 138  | 149  | 121  | 120  | 152  | 147  | 166  | 157  |
| Quellen: Cassini und INSEE |      |      |      |      |      |      |      |      |      |

## Sehenswürdigkeiten
- Kirche Sainte-Madeleine